# Вашварски мир
Вашварски мир потписан је 1664. године између Аустријске монархије и Османског царства чиме је завршен Аустријско-османски рат (1663—1664). Мир између Аустрије и Турске потрајао је двадесет година све до 1683. године када су Турци опсадом Беча започели Велики бечки рат. 

## Мир
У тренутку потписивања мира, Хабзбуршка монархија је била у бољем положају од Османског царства, али је цар Леополд желео мир како би могао да се посвети рату са Француском. Хрвати и Мађари су захтевали наставак рата јер се већи део територије бивше Угарске још увек налазио у рукама Османлија. Због тога у Монархији настају немири које ће искористити Ференц I Ракоци да подигне устанак против угарског краља. 
Вашварским миром призната је османска контрола над Трансилванијом и Нове Замки, а Аустрија се обавезала да плати ратну одштету Османском царству.